# Solt
Pour les articles homonymes, voir Solt (homonymie).
Solt est une ville et une commune du comitat de Bács-Kiskun en Hongrie.

## Géographie
Solt se trouve à 53 km à l'ouest de Kecskemét et à 78 km au sud de Budapest.

## Population
Recensements ou estimations de la population :
| 1870  | 1880  | 1890  | 1900  | 1910  |
| ----- | ----- | ----- | ----- | ----- |
| 5 127 | 5 124 | 5 852 | 5 837 | 6 252 |

| 1920  | 1930  | 1941  | 1949  | 1960  |
| ----- | ----- | ----- | ----- | ----- |
| 6 631 | 6 496 | 6 814 | 7 295 | 7 182 |

| 1970  | 1980  | 1990  | 2001  | 2011  |
| ----- | ----- | ----- | ----- | ----- |
| 6 912 | 7 178 | 6 893 | 7 097 | 6 359 |

## Georg Solti
Georg Solti, le célèbre chef d'orchestre hongrois naturalisé britannique, tire son nom de famille de la ville de Solt. En effet, ce nom, qui veut dire habitant de Solt, a été choisi par son père en 1919, lorsque le Régent Horthy ordonna aux Juifs d'adopter un nom hongrois.